# 1966 na arte

## Eventos
- O Museu de Arte Moderna da Bahia muda de endereço, passando do Teatro Castro Alves para o sítio histórico do Solar do Unhão.

## Nascimentos
| Data        | Nome                  | Profissão        | Nacionalidade | Observações | Ref |
| ----------- | --------------------- | ---------------- | ------------- | ----------- | --- |
| 10 de março | Fernando Gaspar       | artista plástico | Portugal      |             |     |
| ??          | Dalvan da Silva Filho | pintor           | Brasil        |             |     |

## Mortes
| Data            | Nome                | Profissão                                                                                | Nacionalidade                              | Observações | Ref |
| --------------- | ------------------- | ---------------------------------------------------------------------------------------- | ------------------------------------------ | ----------- | --- |
| 27 de fevereiro | Gino Severini       | pintor                                                                                   | Itália                                     | n. 1883     |     |
| 30 de março     | Maxfield Parrish    | pintor e ilustrador                                                                      | Estados Unidos                             | n. 1870     |     |
| 13 de abril     | Carlo Carrà         | pintor                                                                                   | Itália                                     | n. 1881     |     |
| 30 de maio      | Wäinö Aaltonen      | pintor e escultor                                                                        | Finlândia                                  | n. 1894     |     |
| 7 de junho      | Hans Arp            | pintor e poeta                                                                           | Alemanha / França                          | n. 1886     |     |
| 11 de agosto    | Mário Chicó         | historiador de arte e professor universitário                                            | Reino Unido de Portugal, Brasil e Algarves | n. 1905     |     |
| 17 de agosto    | António Pedro       | encenador, escritor e artista plástico                                                   | Reino Unido de Portugal, Brasil e Algarves | n. 1909     |     |
| 4 de outubro    | Heitor dos Prazeres | compositor, cantor e pintor                                                              | Brasil                                     | n. 1898     |     |
| 9 de novembro   | Sérgio Milliet      | escritor, pintor, poeta, ensaísta, crítico de arte e de literatura, sociólogo e tradutor | Brasil                                     | n. 1898     |     |
| 15 de dezembro  | Walt Disney         | desenhista                                                                               | Estados Unidos                             | n. 1901     |     |
| ??              | Amédée Ozenfant     | pintor                                                                                   | França                                     | n. 1886     |     |